# Robin Milner
Arthur John Robin Gorell Milner FRS FRSE (* 13. Januar 1934 in Yealmpton bei Plymouth; † 20. März 2010 in Cambridge) war ein britischer Professor für Informatik und Preisträger des Turing Award.

## Biographie
Milner war der Sohn des Infanterieoffiziers John Theodore Milner und von Muriel Emily Milner. Er verbrachte seine Kindheit an verschiedenen Orten in England, Schottland und Wales. Zeitweise besuchte er die Selwyn House School, und ab 1947 als Stipendiat das Eton College (u. a. mit dem späteren Lord Richard Layard). Anschließend absolvierte er von 1952 bis 1954 seinen Militärdienst bei den Royal Engineers am Suezkanal, wo er den Rang eines Unterleutnants erreichte, und studierte dann mit einem weiteren Stipendium Mathematik und später Philosophie am King’s College der University of Cambridge. Im Jahre 1957 erhielt er seinen B.A. und arbeitete in London zunächst in mehreren Teilzeitjobs, später ein Jahr als Schullehrer im Fach Mathematik an der St Marylebone Grammar School und schließlich ab 1960 als Programmierer bei Ferranti, wo er sich um die Programmbibliothek des Sirius-Computers kümmerte.
1963 wurde er für eine Dozententätigkeit für Mathematik und Informatik an die City University London berufen, wo insbesondere durch die Arbeiten von Christopher Strachey sein Interesse an künstlicher Intelligenz geweckt wurde. Es folgten Forschungstätigkeiten an der Swansea University (1968 bis 1971), der Stanford University (1971 bis 1973) und ab 1973 der University of Edinburgh, wo er 1984 (nach einer Gastprofessur an der Universität Aarhus 1979 bis 1980) 1984 ordentlicher Professor wurde und 1986 bis 1989 Gründungsdirektor des Laboratory for Foundations of Computer Science war. Er stärkte dort vor allem die Verankerung der Theoretischen Informatik in der Lehre. 1995 kehrte er an die Universität Cambridge zurück, wo er von 1996 bis 1999 das Computer Laboratory leitete, von dem er sich schrittweise zurückzog. 2001 emeritierte er, forschte aber sowohl in Cambridge als auch in Edinburgh weiter und hatte 2006 bis 2007 den chaire internationale de recherche Blaise-Pascal an der École normale supérieure in Paris inne.
Milner war stets an den theoretischen Grundlagen für praktische Probleme interessiert, mit Schwerpunkten etwa in Programmiersprachen, formalem Beweisen und abstrakten Berechnungsmodellen. Er entwickelte (inspiriert von der Arbeit Dana Scotts) in John McCarthys Forschungsgruppe in Stanford LCF (Logic for Computable Functions), eines der ersten Werkzeuge zum automatischen Beweisen. Die Programmiersprache ML (Meta-Language), die er für die Realisierung von LCF entwickelte, war die erste Sprache mit polymorpher Typinferenz und typsicherer Ausnahmebehandlung, und hat sich zur eigenständigen Arbeits- und Lehrprogrammiersprache entwickelt. Auch deren Weiterentwicklung zu Standard ML leitete Milner von 1983 bis 1990.
In einem ganz anderen Bereich entwickelte Milner eine Theorie zur Analyse nebenläufiger Systeme, den Kalkül kommunizierender Systeme (CCS; Grundlage des ISO-Standards Language of Temporal Ordering Specification, LOTOS) und (mit Joachim Parrow und David Walker) seinen Nachfolger, den π-Kalkül, und dafür auch mit David Park das Konzept der Bisimulation. Zuletzt entwarf er ein auf Bigraphen basierendes mathematisches Modell, das besonders beim Ubiquitous Computing zum Einsatz kommen sollte, und wofür er auch mit Tony Hoare zusammenarbeitete. Alle diese Errungenschaften setzte Milner auch in der Lehre intensiv ein. Obwohl er selbst nie promovierte, betreute er in seiner Karriere 19 Doktoranden.
Neben diversen Universitätsgremien gehörte er u. a. auch dem Rat der European Association for Computer Science Theory und dem Mathematik- und Informatik-Komitee der Royal Society an, beriet Danmarks Grundforskningsfond bei der Einrichtung von Postgraduiertenschulen und war Gründungsmitglied des UK Computing Research Committee. Er arbeitete u. a. für die Journale Theoretical Computer Science und The Computer Journal.
Milner war seit 1963 mit Lucy Milner verheiratet und hatte eine Tochter und zwei Söhne, von denen er aber einen überlebte.

## Auszeichnungen (Auswahl)
Er wurde 1988 zum Mitglied („Fellow“) der Royal Society of London ernannt und erhielt 1991 den ACM Turing Award für LCF, ML und CCS. 1994 erhielt er den Friedrich L. Bauer-Preis, 2004 eine der Royal Medals der Royal Society of Edinburgh, und 2005 den EATCS-Award.
Milner war Gründungsmitglied der Academia Europaea (1988), Distinguished Fellow der British Computer Society (1988), und Fellow der Royal Society of Edinburgh (1993) und der ACM (1994), sowie Auslandsmitglied der Académie des sciences (2005) und der National Academy of Engineering (2008).
Er erhielt Ehrendoktortitel der TH Chalmers (1988), der University of Stirling (1996), der Universität Bologna (1997), der City University London (1998), der Universität Aarhus (1999), der University of Essex (2000), der University of Edinburgh (2003), der University of Glasgow (2005) und der Universität Paris-Süd (2007), und ist Ehren-Fellow der Swansea University (2004).
Milner selbst stiftete der University of Edinburgh Geld, um die jährliche Milner Lecture zu organisieren, mit der seit 1996 jährlich Forscher geehrt werden, die signifikante Leistungen zur Verbindung der theoretischen mit der praktischen Informatik geleistet haben.

### Royal Society Milner Award
Für herausragende Leistungen auf dem Gebiet der Computerwissenschaften wird der nach Robin Milner benannte Royal Society Milner Award vergeben. Preisträger sind Xavier Leroy (2016), Thomas Henzinger (2015), Bernhard Schölkopf (2014), Serge Abiteboul (2013) und Gordon Plotkin (2012).

## Schriften (Auswahl)
- A Calculus of Communicating Systems (= Lecture Notes in Computer Science. 92) Springer, Berlin u. a. 1980, ISBN 3-540-10235-3.
- Communication and Concurrency. Prentice Hall, New York NY u. a. 1989, ISBN 0-13-115007-3.
- mit Mads Tofte und Robert Harper: The Definition of Standard ML. MIT Press, Cambridge u. a. 1990, ISBN 0-262-13255-9 (Revised Edition: mit Mads Tofte, Robert Harper und David MacQueen. ebenda 1997, ISBN 0-262-63181-4).
- The Space and Motion of Communicating Agents. Cambridge University Press, Cambridge u. a. 2009, ISBN 978-0-521-73833-0.